# 口吉川村
口吉川村（くちよかわむら）は、兵庫県美嚢郡にかつて存在した村。現在は三木市口吉川町となっている。

## 概要
村の中心部には美嚢川が流れており、川沿いに集落や田池が広がっている。また、村の東側は吉川丘陵になっている。

## 教育
- 三木市立口吉川小学校
- 三木市立口吉川中学校